# BMW Série 3 (G20)
A sétima geração da linha BMW Série 3 consiste nos automóveis de segmento D BMW G20 (versão sedã) e BMW G21 (versão perua, comercializada como 'Touring'). O G20/G21 está em produção desde meados de outubro de 2018, com uma reformulação em julho de 2022 e é frequentemente referido coletivamente como G20.
O M340i, um dos primeiros modelos da linha, foi disponibilizado para venda na primavera de 2019, com o modelo híbrido plug-in 330e programado para lançamento em 2020. O estilo de carroceria fastback do Série 3 Gran Turismo foi descontinuado para a geração G20.
Para a geração G20, a BMW iniciou a produção no México para vários mercados mundiais, incluindo os EUA, substituindo a fábrica de Rosslyn na África do Sul, onde os veículos da geração F30 anterior foram montados.
No Brasil, é fabricada a versão sedã 320i na fábrica de Araquari. Também foi fabricada a versão 330i.